# 江南桤木
江南桤木（学名：Alnus trabeculosa）是桦木科桤木属的植物。

## 形态
落叶乔木或灌木。广卵圆形叶，基部多为圆形，边缘有紧贴锯齿，叶柄长5-15毫米；早春开花，雌雄异株，柔荑花序常有数个集生于上年小枝的末梢；果穗长1.5-2.5厘米，穗上木质鳞片，宿存，全形稍像松果。

## 分布
分布于日本以及中国大陆的河南、湖北、福建、江西、江苏、浙江、广东、安徽、湖南等地，生长于海拔200米至1,000米的地区，多生在山谷和河谷的林中，目前尚未由人工引种栽培。

## 异名
- Alnus trabeculosa Hand.-Mazz. var. hunanensis S. B. Wan